# Харусамэ (1937)
Харусамэ (яп. 春雨, «весенний дождь») — японский эсминец типа Shiratsuyu. Заложен 3 февраля 1935 года на верфи Uraga Dock, Токио. Спущен 21 сентября 1935 года, вошёл в строй 26 августа 1937 года.

## История
Корабль стал шестым среди эсминцев типа «Сирацую».
На момент вступления Японии во Вторую мировую войну «Харусамэ» принадлежал ко 2-й дивизии эскадренных миноносцев, прибывшей 29 ноября 1941-го из Японии в Мако (база ВМФ на Пескадорских островах). 7 декабря «Харусамэ» вышел в море, а 10 декабря вместе с еще 6 эсминцами и легким крейсером прикрывал высадку десанта в Уигане на северо-западном побережье острова Лусон. Американская авиация атаковала отряд и смогла потопить несколько судов и кораблей, Харусамэ не пострадал.
С17 декабря 1941-го «Харусамэ» сопровождал силы вторжения в Лингайен, совершивших высадку в ночь на 24 декабря. Вместе с еще 6 эсминцами и легким крейсером он прикрывал 2-й транспортный отряд, включавший 28 транспортов и двигавшийся из Мако.
В начале января 1942 года «Харусамэ» и три других эсминца 2-й дивизии были задействованы для прикрытия десанта на остров Таракан – центр нефтедобывающей промышленности острова Борнео. 6 января транспорты с войсками вышли из порта Давао на южном побережье Минданао, а в ночь на 11 января началась высадка на Таракане.
21 января 1942-го «Харусамэ» вместе с еще 8 эсминцами и легким крейсером начали прикрытие конвоя с десантом, вышедшим из Таракана для овладения Баликпапаном. В этот раз прикрытие не справилось с задачей и во время высадки в ночь на 24 января транспорты были атакованы американскими эсминцами, которым удалось потопить три судна.
25 февраля 1942-го «Харусамэ» вместе с тремя другими эсминцами своей дивизии вышел из Купанга (остров Тимор) чтобы принять участие в прикрытии транспортов с войсками для вторжения на Яву. 27 февраля эсминец принял участие в битве в Яванском море, победа в которой позволила 1 марта взорвать десант в Крагане.
16 марта 1942-го «Харусамэ» и другие эсминцы дивизии прибыли в филиппинский залив Субик-Бей, после чего несколько недель действовали в этом архипелаге, обеспечивая блокаду района Манилы, а также захват Себу. По состоянию на начало мая корабли находились в Мако, откуда 3 – 6 перешли в Японию.
В мидуэйской операции "Харусамэ" вместе с 6 другими эсминцами и легким крейсером обеспечивал охрану отряда больших артиллерийских кораблей адмирала Кондо. После битвы «Харусамэ» получил приказ сопровождать легкий авианосец «Дзуйхо», который с 5 по 7 июня выполнял задания с помощью тяжелых крейсеров «Микума» и «Могами», получивших повреждения при столкновении.
16 июля 1942-го «Харусамэ» и 6 других эсминцев вышли для сопровождения тяжелых крейсеров «Кумано» и «Судзуя», проследовавших через Сингапур в Бирму в рамках подготовки к рейду в Индийский океан. 30 июля крейсеры с их сопровождением добрались до Мергуй (ныне Мьей). Через неделю союзники высадились на востоке Соломоновых островов, что положило начало битве за Гуадалканал и заставило японское командование перебрасывать сюда подкрепление. В итоге, рейд в Индийский океан отменили и «Харусамэ» вместе с 7 эсминцами собранные в Мергуйе уже 8 августа 1942-го двинулся для эскорта крейсеров в Микронезию. 21 августа отряд был в районе атолла Трука, однако не стал здесь задерживаться и вскоре оказался севернее Соломоновых островов, где проходил конвой с подкреплениями для Гуадалканала. Известно, что 24 августа, "Харусамэ" и два других эсминца его дивизии сопровождали линкор "Муцу".
С 8 по 24 сентября 1942 г. «Харусамэ» и те же два эсминца его дивизии сопровождали гидроавианосец «Куникова-Мару», который, в частности, проводил изучение Соломоновых островов и островов Санта-Крус для определения мест расположения вражеских баз гидроавиации.
24 – 27 сентября 1942-го «Харусамэ» проследовал из Трука до якорной стоянки Шортленд – прикрытой группой небольших островов Шортленд, где обычно отстаивались легкие боевые корабли и переваливались грузы на дальнейшие отправки. Отсюда «Харусамэ» трижды (2, 5 и 8 октября) выходил для доставки подкреплений на Гуадалканал.
9 – 10 октября 1942-го «Харусамэ» проследовал из Шортленда в Рабаул (главная передовая база японцев в архипелаге Бисмарка), откуда вместе с тремя другими эсминцами своей дивизии вышел вечером 12 октября для охраны 1-го штурмового конвоя в Тассафаронг. По пути к отряду присоединились еще четыре эсминца, которые вечером 13 октября вышли вместе с двумя транспортами из Шортленда. В ночь на 14 октября конвой начал разгрузку в Тассафаронге, а с наступлением дня потерял от ударов авиации три судна. Впрочем, три других судна и все эсминцы смогли вернуться на Шортленд.
Уже 17 октября 1942-го «Харусамэ» вышел в транспортный рейс в Гуадалканал в составе отряда из 3 легких крейсеров и 14 эсминцев, а 24 числа отправился туда вместе с еще тремя эсминцами для сопровождения легкого крейсера «Юра» в рамках операции артиллерийской поддержки наступления наземных войск В последнем случае налеты авиации привели 25 октября к гибели крейсера и отмене задания. "Харусамэ" оказывал помощь поврежденному "Юра", затем вместе с эсминцем "Юдати" снял с него экипаж и добил торпедами. 26 октября «Харусамэ» прибыл на Шортленд, откуда выходил 2 и 5 ноября для транспортных рейсов в Гуадалканал.
Тем временем японское командование готовило проведение к острову большого конвоя с подкреплениями (что в итоге вылилось в битву  за Гуадалканала). 11 ноября 1942-го «Харусамэ» и еще 4 эсминца вышли из Шортленда, чтобы присоединиться к отряду адмирала Абэ, который за двое суток до этого покинул Трук (в итоге собралось 11 эсминцев). По японскому замыслу, два линкора Абэ накануне подхода транспортов должны были провести артиллерийский обстрел аэродрома Хендерсон-Филд (за месяц до того такая операция была довольно удачно), впрочем, в ночь на 13 ноября у Гуадалканала отряд Абе перестрелил американское соединение с крей. эсминцев, понесшее значительные потери, однако сорвало обстрел аэродрома. По завершении боя "Харусамэ" сопровождал уход линкора "Кирисима" (а второй линкор, "Хиэй", в результате повреждений не смог отойти и был добит авиацией) и вместе с ним присоединился к силам адмирала Курити. Хотя Курита имел 2 линкора, но они так и не были введены в бой. Когда 14 ноября «Кирисима» снова отправился для обстрела Хендерсон-Филд и затонул в ночь на 15 число в результате боя с американскими линкорами. «Харусамэ» остался с соединением Куриты и 18 ноября прибыл на Трук, откуда 20 – 22 ноября отправился в Рабаул.
23 ноября 1942-го «Харусамэ» вместе с еще 4 эсминцами отправился из Рабаула для доставки подкреплений и запасов на Новую Гвинею в Лаэ (в глубине залива Хьюон, ныне столица провинции Моробе). Вечером 24 ноября вражеские самолеты, воспользовавшись лунным сиянием, несколько раз атаковали отряд и в итоге смогли потопить эсминец «Хаясио», другие корабли прервали рейс и вернулись на базу. 30 ноября «Харусамэ» выходил из Рабаула для помощи эсминцу «Сирацую», который получил повреждение во время попытки достичь Лаэ.
5 – 14 декабря 1942-го «Харусамэ» проследовал из Рабаула в Йокосуку, где стал на доковый ремонт. Уже 5 – 10 января 1943 года он вернулся в Океанию, сопроводив на Трук транспорт «Асама-Мару». 14 января эсминец вышел в транспортный рейс в новогвинейский Вевак. 16 января «Харусамэ» прибыл в пункт назначения, и в тот же день двинулся в Кавиенг (японская база в архипелаге Бисмарка на острове Новая Ирландия), а 21 января вернулся в Вевак. 24 января эсминец все еще находился здесь и был торпедирован USS Wahoo(SS-238). Киль корабля надломился и во избежание затопления «Харусамэ» посадили на мелководье. Следующие несколько недель были потрачены на аварийный ремонт и 17 – 23 февраля 1943 эсминцы «Амацукадзе» и «Уракадзе» смогли перевести «Харусамэ» на буксире на Трук. Помощь в этой операции также оказывал спасательный буксир «Оджима». На Трук поврежденный корабль провел несколько месяцев и получил временную носовую часть, а 21 – 30 мая смог проследовать в составе конвоя к Йокосуке для полноценного восстановления, во время которого также демонтировали одну установку главного калибра и установили на ее месте 25-мм зенитные автоматы. .
Только в начале 1944-го «Харусамэ» снова вернулся в службу и 4 – 11 января вместе с эсминцем «Сигуре» сопровождал судно поставок «Ирако» из Йокосуки на Трук. 16 января эсминец выходил из Трука для встречи танкерного конвоя из Баликпапана, который во время перехода потерял от подлодок два из трех судов и эсминец охраны.
19 – 31 января 1944-го «Харусамэ» и «Сигуре» провели танкерный конвой из Трука в нефтедобывающий регион Борнео, а 3 – 14 февраля эскортировали конвой с горючим из Балкипапана. Спустя всего несколько суток после возвращения «Харусамэ» на Трук эта база была разгромлена в результате налёта. во время которого были потоплены несколько боевых кораблей и три десятка транспортов. Впрочем, "Харусамэ" получил лишь незначительные повреждения.
17 – 19 февраля 1944-го «Харусамэ» сопровождал поврежденный «Сигуре» на Палау. Учитывая потерю Трука «Харусамэ» остался на Палау и больше месяца нес здесь патрульно-эскортную службу.
29 марта 1944 года «Харусамэ» покинул Палау вместе с 5 тяжелыми крейсерами и 1 апреля прибыл в Давао, при этом уже 30 марта база на Палау была атакована и разгромлена. авианосным соединением. 5 – 9 апреля отряд перешел из Давао к стоянке Лингга возле Сингапура, где сосредоточились главные силы японского флота.
11 – 14 мая 1944-го «Харусамэ» принял участие в сопровождении флота из Лингга в Тави-Тави. 30 – 31 мая «Харусамэ» вместе с еще 5 эсминцами эскортировали линкор «Фусо» и два тяжелых крейсера в Давао, после чего 2 июня этот отряд вышел для поддержки операции по доставке подкреплений на острова Биак, где в конце мая высадились союзники. Вскоре операцию отменили из-за потери внезапности и большинство кораблей направились обратно в Давао, впрочем, «Харусамэ» проследовал в Соронг на западном побережье Новой Гвинеи.
8 июня 1944-го «Харусамэ» обеспечивал прикрытие транспортного рейса в Биак и был атакован авиацией. Две бомбы поразили корабль и он затонул. Погибли 74 члена экипажа, еще 110 были спасены эсминцем «Сигуре». 00°05′ ю. ш. 132°35′ в. д..